# Цуг Флейта
Цуг-Флейта (англ.slide whistle, swanee, piston flute, jazz flute) е музикален перкусионен инструмент от групата на свирките. Състои се от дълъг пластмасов или метален цилиндър с отвор в единия край и бутало (пистон) в другия. Има характерен глисандиращ звук. Използва се в джаза, класическата музика и като звуков ефект при анимационните филми.
Макар че по своята същност свирките са аерофонни инструменти тъй като се използват за възпроизвеждане на сигнали, а в музиката за звукови ефекти от перкусионистите в оркестъра, цуг-флейтата е формално причислена към перкусионните инструменти.